# Honey and Clover
Honey and Clover (ハチミツとクローバー Hachimitsu to Kurōbā?), también conocido como Hachikuro (ハチクロ Hachikuro?), es un manga japonés escrito e ilustrado por Chika Umino y publicado por la editorial Shūeisha. Los primeros catorce episodios del manga fueron publicados en la revista CUTiEcomic de junio de 2000 a julio de 2001, y después en Young YOU. Con la desaparición de Young YOU la serie fue movida a la revista Chorus, donde terminó en julio de 2006 con el capítulo 64. En 2003, el manga ganó el vigesimoséptimo premio Kōdansha al mejor manga shōjo.
La serie de animación fue producida por J.C.Staff y consta de 38 episodios repartidos en dos temporadas, que fueron emitidos en televisión por Fuji TV. La primera temporada fue dirigida por Ken'ichi Kasai, y constaba de 24 episodios emitidos del 14 de abril de 2005 al 29 de junio de 2006, más dos OVAS. La segunda temporada fue dirigida por Tatsuyuki Nagai, y consta de 12 episodios que fueron emitidos desde 29 de junio de 2006 al 14 de septiembre de 2006. El anime fue licenciado en los Estados Unidos por Funimation Entertainment y en España por Jonu Media.

## Argumento
Yuta Takemoto, Takumi Mayama y Shinobu Morita son tres jóvenes que viven en el mismo complejo de apartamentos y estudian en la misma universidad de arte en Tokio. Un día, uno de los profesores de arte, Shuji Hanamoto, les presenta a Hagumi Hanamoto, la hija de su primo, que ha venido a vivir con él y a la vez poder realizar su primer año universitario en la facultad de bellas artes; y en ese momento, Takemoto experimenta una nueva sensación, un nuevo sentimiento, el amor. Así es como da comienzo la trama que se irá desarrollando hasta conseguir que cada personaje tenga su propia historia a cual más entrañable. 
Tanto la serie como el manga presentan situaciones comunes de la vida de estudiantes como celebraciones por diversos motivos (cumpleaños, graduaciones, festivales, la búsqueda del primer trabajo, entre otras cosas, etc) reflejando los sentimientos y personalidades de los protagonistas de una forma sutil y aderezada con situaciones divertidas. No desarrolla una trama secuencial pero aborda de manera original la convivencia de amigos al final de la vida estudiantil e inicio de la edad adulta. Refleja de una gran manera el sentido de la vida, presentando en cada personaje algunas de las situaciones conflictivas propias del desarrollo personal. Las situaciones inesperadas constituyen la diversión principal de la serie y la forma realista como se enfoca la vida de cada personaje representa la fortaleza de la historia.

## Personajes

### Principales
Yūta Takemoto (竹本 祐太 Takemoto Yūta?)
Voz por: Hiroshi Kamiya
Estudiante de segundo curso, de 19 años de edad, que vive en el mismo complejo de apartamentos junto con Mayama y Morita. Takemoto es la principal voz narrativa de la serie, por lo que a menudo actúa como narrador en los episodios.
En su primer encuentro con Hagumi no puede evitar enamorarse, aunque decide ocultar sus verdaderos sentimientos y debido a su indecisión para mostrar lo que realmente siente, se convierte en el mejor amigo de Hagu para poder estar a su lado.
Shinobu Morita (森田 忍 Morita Shinobu?)
Voz por: Yūji Ueda
Estudiante de sexto curso, de 24 años de edad, que vive en el mismo complejo de apartamentos junto con Mayama y Takemoto. Aunque es considerado un genio por su gran talento para el arte, es incapaz de graduarse debido a su ausentismo, y esto se debe principalmente a su trabajo, que lo obliga a desaparecer durante días o semanas, y como nadie sabe en qué trabaja, todos lo ven como un personaje bastante misterioso.
Además podría describirse como un personaje excéntrico que es propenso a conductas extrañas, como por ejemplo, a la creación de una versión del Twister con muchísimos colores, siempre se muestra alegre y extrovertido sin pensar para nada en las consecuencias, aun así, es una persona que se preocupa por sus amigos, sobre todo cuando se trata de Takemoto; tiene una especial predilección por Hagu, de la cual está enamorado. Todo el dinero que gana trabajando lo ahorra desesperadamente.
Takumi Mayama (真山 巧 Mayama Takumi?)
Voz por: Tomokazu Sugita
Estudiante de cuarto curso, de 22 años de edad, es el más responsable de los tres protagonistas principales masculinos, por lo que no puede evitar estar pendiente de sus compañeros que viven con él en el mismo complejo de apartamentos, Takemoto y Morita.
Mayama, independientemente de sus estudios, decide ayudar a Rika Harada, una mujer varios años mayor que él, en diversos proyectos de su empresa de diseño, Diseños Harada, tiempo durante el cual llega a sentir algo hacia ella.
Aunque dice no tener ningún sentimiento por Ayumi Yamada, no puede evitar sentir celos de sus múltiples pretendientes y protegerla de las supuestas "malas compañías"
Hagumi Hanamoto (花本 はぐみ Hanamoto Hagumi?)
Voz por: Haruka Kudō
Normalmente llamada "Hagu" por sus amigos, es una joven de 18 años que está estudiando su primer curso en la facultad de bellas artes. A pesar de su apariencia de niña y baja estatura, es una artista de gran talento, recibiendo constantes alabanzas por sus trabajos de parte de profesionales dentro del ámbito del arte. Es muy tímida y cuando intenta interactuar con otras personas se pone demasiado nerviosa, todo ello hace que se predisponga al estrés y que enferme con asiduidad en los momentos de mayor presión.
Fue educada por su abuela en un entorno protegido, donde dedicaba la mayor parte del tiempo a dibujar. En varias ocasiones, durante su estancia en la ciudad por sus estudios, siente cierta nostalgia hacia su antiguo hogar. 
Tiene sentimientos muy fuertes por su senpai Morita ya que le muestra la vida de diferentes formas y dada su excentricidad y a su modo de verlo como alguien misterioso y a la vez atractivo, le augura con este una relación amorosa.
Ayumi Yamada (山田 あゆみ Yamada Ayumi?)
Voz por: Mikako Takahashi
Estudiante de tercer curso, de 21 años de edad, que se especializa en el arte de la cerámica, además es conocida como la "dama de hierro" (Tetsujin) por ser impulsiva y en ocasiones violenta, pero en el fondo es frágil e inocente.
Yamada está profundamente enamorada de Mayama, pero constantemente recibe negativas de parte de él, e incluso le insiste en que intente encontrar a otra persona que pueda hacerla realmente feliz.
Muy hermosa y de un físico envidiable. Tiene muchos pretendientes, pero ella solo tiene ojos para Mayama; aunque al final alguien (que más adelante conocerán llamado Nomiya) se gana su gran corazón, cosa que se revela en el manga Sangatsu no Lion.